# William Buford
William Terrell Buford Jr., (Toledo, Ohio, 10 de enero de 1990) es un jugador de baloncesto estadounidense que juega en el s.Oliver Baskets de la Basketball Bundesliga. Con 1.96 de estatura, su puesto natural en la cancha es el de Escolta.
En julio de 2013 juega la NBA Summer League con los Utah Jazz pero no encuentra un hueco en el roster. En noviembre de 2013 es adquirido por los Santa Cruz Warriors de la NBA Development League.

## Trayectoria
- Universidad de Ohio State (2008-2012)
- Obradoiro (2012-2013)
- Santa Cruz Warriors (2013-2014)
- Canton Charge (2014)
- Texas Legends (2015)
- Tigers Tübingen (2015–2016)
- CSP Limoges (2016-2017)
- BCM Gravelines (2017-2018)
- BG 74 Göttingen (2018)
- Lavrio B.C. (2019)
- Pallacanestro Virtus Roma (2019-2020)
- Darüşşafaka (2020-2021)
- s.Oliver Baskets (2021-presente)